# Hyostomodes ate
Hyostomodes ate är en fjärilsart som beskrevs av Louis Beethoven Prout 1926. Hyostomodes ate ingår i släktet Hyostomodes och familjen mätare. Inga underarter finns listade i Catalogue of Life.